# Nicole Sochacki-Wójcicka
Nicole Caroline Sochacki-Wójcicka (ur. 16 czerwca 1983 w Wiedniu) – polska lekarka i blogerka, która jest znana w przestrzeni publicznej jako Mama Ginekolog.

## Życiorys
Pierwsze lata życia spędziła w Wiedniu, dokąd wyemigrowali jej rodzice. Do Polski wróciła z rodziną na początku lat 90. XX wieku i zamieszkała w Warszawie. W 2010 ukończyła studia na kierunku lekarskim Warszawskiego Uniwersytetu Medycznego. Następnie wyjechała do Londynu, gdzie pracowała w Fetal Medicine Centre u perinatologa prof. Kyprosa Nicolaidesa.
Pod koniec 2016 wydała książkę autobiograficzną pt. #instaserial o miłości. W kolejnych latach opublikowała także drugą część autobiografii: #instaserial o ślubie, a także dwie książki kucharskie.
W 2019 założyła Fundację Medycyny Prenatalnej im. Ernesta Wójcickiego. Wspiera także Wielką Orkiestrę Świątecznej Pomocy: w 2019 zebrała na rzecz WOŚP 1 157 980 zł, a w 2020 – 3 172 100 zł.
Została wybrana Warszawianką Roku 2019. Jest współzałożycielką lub członkinią zarządu pięciu firm zarejestrowanych na terenie Polski. Znalazła się na liście najbardziej wpływowych Polaków tygodnika Wprost.

## Życie prywatne
Pochodzi z rodziny przedsiębiorców. Jej matka, Ewa, była w latach 1991–2000 wydawcą magazynu „Dom&Wnętrze”. W jej rodzinnym domu był kręcony film Juliusza Machulskiego Kiler.
W 2013 wyszła za Jakuba Wójcickiego, z którym ma dwóch synów: Rogera (ur. 2015) i Gilberta (ur. 2018).

## Kontrowersje
W 2023, w relacji w serwisie Instagram, przyznała się do przyjmowania poza kolejnością znajomych i rodzinę w ramach NFZ. WUM zapowiedział powołanie zespołu kontrolnego, który ma zbadać, czy Sochacki-Wójcicka świadczyła usługi niezgodne z umową NFZ. Narodowy Fundusz Zdrowia zażądał również wyjaśnień od Uniwersyteckiego Centrum Zdrowia Kobiety i Noworodka WUM oraz samego uniwersytetu, sprawa została również zgłoszona do Okręgowej Izby Lekarskiej.